# Семерак Остап Михайлович
Оста́п Миха́йлович Семера́к (нар. 27 червня 1972, м. Львів) — український політик. Народний депутат України VI (2007—2012) і VIII (з 2014) скликань. Міністр Кабінету Міністрів України в уряді Арсенія Яценюка з 27 лютого по 2 грудня 2014.

## Освіта
З 1989 до 1994 навчався на фізичному факультеті Львівського державного університету імені Івана Франка, а з 1992 до 1998 в Національному університеті «Києво-Могилянська академія» за фахом магістр політології.

## Кар'єра
- 1992—1995 — співзасновник та заступник голови Студентського братства Національного університету «Києво-Могилянська академія».
- 1994—1996 — координатор програми «Школа молодого політика» Українського фонду підтримки реформ.
- З 1996 — президент Фонду сприяння розвитку політичної та правової культури.
- З лютого 1997 — керівник секретаріату фракції ПРП «Реформи-центр», з 2002 — завідувач секретаріату фракції «Наша Україна»; з 2005 — завідувач секретаріату фракції партії «Реформи і Порядок» у Верховній Раді України.
- Серпень 2006 — листопад 2007 — заступник голови Київської обласної державної адміністрації з питань внутрішньої політики та зв'язків з громадськістю.
- 2007—2012 — народний депутат України VI скликання від Блоку Юлії Тимошенко.
- 2010—2012 — Міністр молоді, спорту та підготовки до Євро-2012 тіньового Кабінету Міністрів.
- З 27 лютого 2014 — Міністр Кабінету Міністрів України.
- На позачергових парламентських виборах 26 жовтня 2014 обраний народним депутатом України за списком політичної партії «Народний Фронт».
- 14 квітня 2016 року Верховна Рада України призначила новий склад Кабінету Міністрів України (уряд Гройсмана), у складі якого Остап Семерак обійняв посаду міністра екології та природних ресурсів України[1].

Був членом партії «Реформи і порядок» (ПРП) від моменту її створення у 1997 до злиття з ВО «Батьківщина» у 2013, очолював Виконавчий комітет ПРП.
Співавтор книги «Абетка українського політика» (1997).
Володіє англійською мовою.
Захоплюється спортом та авто.

## Парламентська діяльність
Березень 1998 — кандидат в народні депутати України від ПРП, № 22 в списку. На час виборів: консультант депутатської групи «Реформи» Верховної Ради України, член ПРП.
Квітень 2002 — кандидат в народні депутати України за виборчим округом № 218 міста Києва, висунутий Виборчим блоком політичних партій Блок Віктора Ющенка «Наша Україна». Отримав 9.54 % голосів виборців та посів 4 місце з 30 претендентів. На час виборів: завідувач секретаріату депутатської фракції ПРП у Верховній Раді України, член ПРП.
Березень 2006 — кандидат в народні депутати України від Громадянського блоку «Пора-ПРП», № 21 в списку. На час виборів: завідувач секретаріату фракції партії «Реформи і Порядок», член ПРП.
Народний депутат України 6-го скликання з 23 листопада 2007 до 12 грудня 2012 від «Блоку Юлії Тимошенко», № 140 в списку. На час виборів: заступник голови Київської обласної державної адміністрації, член ПРП. Член фракції «Блок Юлії Тимошенко» (з листопада 2007). Член Комітету з питань бюджету (з грудня 2007).

## Нагороди та державні ранги
Державний службовець I-го рангу (з 12 грудня 2012).

## Сім'я
Українець. Батько Михайло Михайлович (1940) — завідувач кафедри термодинаміки і фізики Львівського державного університету безпеки життєдіяльності. Мати Стефанія Василівна (1948) — економіст ТОВ «НТОН». Дружина Орися Володимирівна (1974) — лікар. Має сина та дочку.